# Тарасово (Бокситогорский район)
Тарасово — деревня в Самойловском сельском поселении Бокситогорского района Ленинградской области.

## История
Деревня Тарасова упоминается на карте Новгородского наместничества 1792 года А. М. Вильбрехта.

ТАРАСОВО — деревня Фалилеевского общества, прихода Волокославского погоста. 

Крестьянских дворов — 18. Строений — 44, в том числе жилых — 21. Мелочная лавка. Жители занимаются рубкой, возкой и сплавом леса. 

Число жителей по семейным спискам 1879 г.: 38 м. п., 50 ж. п.; по приходским сведениям 1879 г.: 26 м. п., 41 ж. п.

В конце XIX — начале XX века деревня административно относилась к Анисимовской волости 5-го земского участка 3-го стана Тихвинского уезда Новгородской губернии.

ТАРАСОВО — деревня Фалилеевского общества, число дворов — 24, число домов — 33, число жителей: 57 м. п., 57 ж. п.; Занятия жителей: земледелие, лесные заработки. Река Чагодоща. Мелочная лавка. (1910 год)

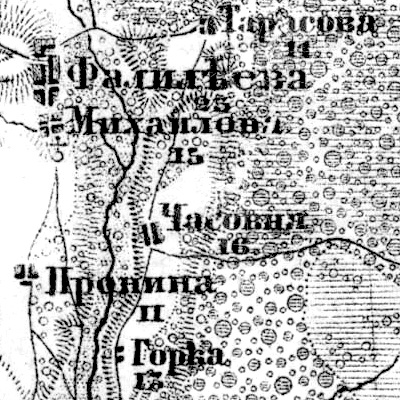
Деревня Тарасово на карте 1917 года

Согласно карте Новгородской губернии 1917 года, деревня называлась Тарасова и состояла из 14 крестьянских дворов.
С 1917 по 1918 год деревня входила в состав Анисимовской волости Тихвинского уезда Новгородской губернии.
С 1918 года, в составе Череповецкой губернии.
С 1927 года, в составе Михайловского сельсовета Пикалёвского района.
В 1928 году население деревни составляло 123 человека.
С 1932 года, в составе Ефимовского района.
По данным 1933 года деревня Тарасово входила в состав Михайловского сельсовета Ефимовского района.
С 1952 года, в составе Бокситогорского района.
С 1954 года, в составе Анисимовского сельсовета.
С 1963 года, вновь в составе Ефимовского района.
С 1965 года вновь в составе Бокситогорского района. В 1965 году население деревни составляло 30 человек.
По данным 1966, 1973 и 1990 годов деревня Тарасово также входила в состав Анисимовского сельсовета.
В 1997 и 2002 годах в деревне Тарасово Анисимовской волости постоянного населения не было.
В 2007 и 2010 годах в деревне Тарасово Анисимовского СП также не было постоянного населения.
В 2014 году Анисимовское сельское поселение вошло в состав Самойловского сельского поселения Бокситогорского района.

## География
Деревня расположена в юго-западной части района к востоку от автодороги 41К-034 (Пикалёво — Колбеки).
Расстояние до деревни Анисимово — 7 км.
Расстояние до ближайшей железнодорожной станции Пикалёво — 20 км. 
Деревня находится на левом берегу реки Чагода.

## Демография
| 1997 | 2002 | 2007 | 2010 | 2017 |
| ---- | ---- | ---- | ---- | ---- |
| 0    | →0   | →0   | →0   | ↗5   |